# Sengoku Night Blood
Sengoku Night Blood (戦刻ナイトブラッド Sengoku Naito Buraddo?) fue un juego otome japonés gratuito, desarrollado como una colaboración entre Marvelous Entertainment, Kadokawa y Otomate de Idea Factory. Se lanzó en Japón el 29 de mayo de 2017 para dispositivos Android e iOS. Una adaptación televisiva de la serie de anime de 12 episodios por Typhoon Graphics se emitió entre el 3 de octubre y el 26 de diciembre de 2017. Se planeó un port del juego para Nintendo Switch, pero se anunció el 24 de octubre de 2019 que el port de Switch se canceló junto con el juego móvil que se discontinuó el 25 de diciembre de 2019.

## Personajes
Yuzuki (結月?)
 Seiyū: Rie Kugimiya
Toyotomi Hideyoshi (豊臣 秀吉?)
 Seiyū: Natsuki Hanae
Ishida Mitsunari (石田 三成?)
 Seiyū: Yoshihide Sasaki
Kuroda Kanbee (黒田 官兵衛?)
 Seiyū: Shunsuke Takeuchi
Takenaka Hanbee (竹中 半兵衛?)
 Seiyū: Ryōta Ōsaka
Maeda Toshiie (前田 利家?)
 Seiyū: Ikkei Yamamoto
Oda Nobunaga (織田 信長?)
 Seiyū: Toshiyuki Morikawa
Akechi Mitsuhide (明智 光秀?)
 Seiyū: Nobunaga Shimazaki
Mori Ranmaru (森 蘭丸?)
 Seiyū: Yūsuke Kobayashi
Shibata Katsuie (柴田 勝家?)
 Seiyū: Masakazu Morita
Niwa Nagahide (丹羽 長秀?)
 Seiyū: Tomoaki Maeno

## Media

### Anime
La adaptación de la serie de televisión de anime de 12 episodios de Typhoon Graphics se emitió entre el 3 de octubre y el 26 de diciembre de 2017. El tema de apertura es "Tenka Zekkei", interpretado por Daiki Yamashita, Katsuyuki Konishi, Kōsuke Toriumi, Natsuki Hanae, Toshiyuki Morikawa y Yūichirō Umehara. La serie fue transmitida con subtítulos por Crunchyroll.